# Yo Kaminagai
Yo Kaminagai, né à Paris le 24 avril 1958 , fut délégué à la Conception au département Maîtrise d’ouvrage des projets de la RATP jusqu’au 31 décembre 2023.

## Biographie
Son père, Tadashi Kaminagai, était artiste-peintre japonais.
Ingénieur de l'École nationale des ponts et chaussées, il est, d’octobre 1995 au 31 décembre 2023, responsable de l’unité Design & Projets culturels puis délégué à la conception et directeur du Design du département Maîtrise d’ouvrage des projets de la RATP,.